# 拉布鲁瓦
拉布鲁瓦（法語：Labroye，法語發音：[labʁwa]）是法国上法蘭西大區加来海峡省的一个市镇，属于蒙特勒伊区。

## 地理
拉布鲁瓦（50°16'42"N, 1°59'22"E）面积8.15 平方千米，位于法国上法蘭西大區加来海峡省，该省份为法国北部沿海省份，西北濒北海，南至索姆省，东临北部省。
与拉布鲁瓦接壤的市镇（或旧市镇、城区）包括：勒尼欧维尔、科蒙、欧蒂河畔拉耶、托朗、勒布瓦勒。

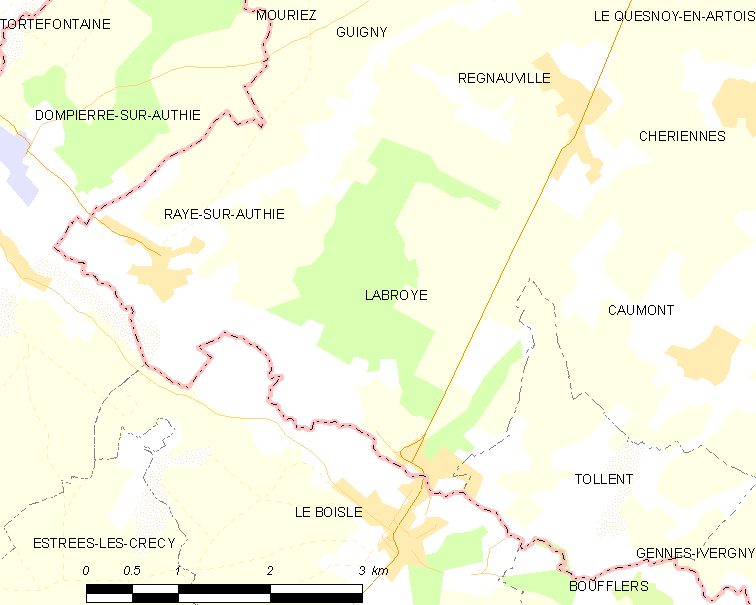
拉布鲁瓦的OSM定位图

拉布鲁瓦的时区为UTC+01:00、UTC+02:00（夏令时）。

## 行政
拉布鲁瓦的邮政编码为62140，INSEE市镇编码为62481。

## 政治
拉布鲁瓦所属的省级选区为欧克西堡县。

## 人口

1962-2008年间拉布鲁瓦人口变化图示

拉布鲁瓦于2022年1月1日时的人口数量为143人。